# Mussatia
Mussatia Bureau es un género de plantas de la familia Bignoniaceae que tiene cuatro especies de árboles.
Está considerado un problabe sinónimo del género Bignonia L.

## Especies seleccionadas
- Mussatia caudiculata (Standl.) Seibert
- Mussatia hyacinthina (Standl.) Sandwith
- Mussatia prieurei Bureau ex K.Schum.
- Mussatia venezuelensis Bureau